# Repede
Repede (ukránul: Бистриця) település Ukrajnában, Kárpátalján, a Munkácsi járásban.

## Fekvése
Munkácstól északkeletre, Kislécfalva nyugati szomszédjában fekvő zsáktelepülés.

## Története
1910-ben 976 lakosából 26 magyar, 163 német, 787 ruszin volt. Ebből 11 római katolikus, 805 görögkatolikus, 150 izraelita volt.
A trianoni békeszerződés előtt Bereg vármegye Munkácsi járásához tartozott.